# Råskinnet Kalle Anka
Råskinnet Kalle Anka (engelska: Canvas Back Duck) är en amerikansk animerad kortfilm med Kalle Anka från 1953.

## Handling
Kalle Anka är på karneval tillsammans med Knatte, Fnatte och Tjatte. Där får de testa ett styrketest och när Kalle får veta att omdömet visat sig vara bra får han för sig att han är en boxningsmästare och tackar ja till en boxningsmatch med Svarte Petter; något han inte skulle ha gjort.

## Om filmen
Filmen hade svensk premiär den 17 maj 1956 och visades som extrafilm till västernfilmen Främling i fara (original: The Americano) med Glenn Ford i huvudrollen.

## Rollista
- Clarence Nash – Kalle Anka, Knatte, Fnatte och Tjatte
- Billy Bletcher – Svarte Petter[5]